# Osteoporoza
Osteoporoza (łac. osteoporosis, dawna nazwa zrzeszotnienie kości) – stan chorobowy charakteryzujący się postępującym ubytkiem masy kostnej, osłabieniem struktury przestrzennej kości oraz zwiększoną podatnością na złamania. Osteoporoza występuje najczęściej u kobiet po menopauzie (osteoporoza pomenopauzalna). Osteoporoza jest uogólnioną chorobą metaboliczną kości, charakteryzującą się niską masą kostną, upośledzoną mikroarchitekturą tkanki kostnej, a w konsekwencji zwiększoną jej łamliwością i podatnością na złamania. 
Stanem zmniejszonej, w odniesieniu do norm dla płci i wieku, ale jeszcze nieosiągającej wartości patologicznych, gęstości kości jest osteopenia.

## Podział osteoporozy
- miejscowa
- uogólniona
  - pierwotna – częstość występowania około 80%
    - osteoporoza idiopatyczna: młodzieńcza/młodocianych, bardzo rzadko występująca u dorosłych
    - osteoporoza inwolucyjna (najczęstsza)
      - osteoporoza pomenopauzalna (typ I osteoporozy) – związana z niedoborem estrogenów w wyniku którego dochodzi do pobudzenia i nadmiernej aktywności osteoklastów, dominuje utrata kości gąbczastej, w mniejszym stopniu kości korowej.
      - osteoporoza w wieku podeszłym (typ II osteoporozy) – przyczyną jest niedobór wapnia związany ze złym wchłanianiem z jelit i nerek, zmniejszenie poziomu witaminy D3, testosteronu, wzmożenie wydzielania parathormonu przez przytarczyce, ubytek kości dotyczy w równym stopniu kości gąbczastej jak i korowej.

  - wtórna – częstość występowania około 20% – choroby współistniejące (reumatoidalne zapalenie stawów, zaburzenia hormonalne, szpiczak, alkoholizm i choroby wątroby, częściowa resekcja żołądka, unieruchomienie oraz stosowanie niektórych leków, na przykład kortykosteroidów)

## Przyczyny  i czynniki ryzyka osteoporozy
Do przyczyn wystąpienia osteoporozy pierwotnej należą:
- przekwitanie (zwłaszcza wczesne)
- zaawansowany wiek
- mukowiscydoza.

Czynniki ryzyka wystąpienia osteoporozy:
- uwarunkowania genetyczne
- szczupła budowa ciała (mniejsze obciążenie)[1]
- nieprawidłowa dieta (ubogobiałkowa oraz ubogowapniowa)[1]
- długotrwałe unieruchomienie, które może spowodować zmiany osteoporotyczne nawet u młodych osób
- picie alkoholu, zwłaszcza w młodym wieku[2]
- palenie papierosów[3]
- przyjmowanie niektórych leków: kortykosteroidów, środków nasennych, hormonów tarczycy, heparyny[4], fenytoiny, barbituranów[5]
- współwystępujące choroby: cukrzyca, reumatoidalne zapalenie stawów, kamica nerkowa, zespół Cushinga, niedoczynność przysadki
- niedobór witaminy D[6]

Spożycie kawy nie wiąże się ze zwiększonym ryzykiem rozwoju osteoporozy. Osteoporoza występuje rzadziej u osób z nadwagą.
Bardzo ważną rolę odgrywają hormony, które działają ochronnie, a ich niedobór sprzyja rozwojowi choroby:
- estrogen u kobiet
- testosteron u mężczyzn

Stwierdzono, że występuje zależność między osteoporozą a zespołem bezdechu sennego.

## Objawy
W początkowej fazie, choroba przebiega bezobjawowo.
Do najczęstszych objawów klinicznie jawnej osteoporozy należą:
- bóle kości długich pod wpływem obciążenia
- obniżenie wzrostu (złamania kompresyjne kręgów) i ból kręgosłupa oraz powstanie nadmiernej kifozy piersiowej (garb starczy)[10]
- złamania kości przy niewielkich urazach (szczególnie niebezpieczne są złamania szyjki kości udowej, ale często łamie się kość ramienna – bliższy odcinek i dalszy kości promieniowej)[11].

## Profilaktyka
Celem leczenia jest zapobieganie złamaniom kości, co osiąga się przez zwiększenie masy kostnej, zapobieganie jej ubytkowi i poprawę wewnętrznej struktury kości.
U osób zagrożonych wystąpieniem osteoporozy należy prowadzić profilaktykę.
Polega ona na usunięciu lub minimalizacji czynników prowadzących do osteoporozy, a także uzupełnianiu niedoborów żywieniowych wapnia, witaminy D oraz białka.
Należy pamiętać o nasilającym osteoporozę wpływie unieruchomienia, dlatego zaleca się szczególnie przed menopauzą uprawianie sportu, aby wzmocnić kości i mięśnie odpowiadające za stabilizację postawy.

### Osteoporoza a dieta
Optymalnie i właściwie zbilansowana dieta powinna dostarczać wszystkich niezbędnych składników odżywczych i mineralnych. Zapotrzebowanie na składniki pokarmowe jest uzależnione od płci, wieku i trybu życia.
Osteoporoza należy do grupy chorób, w których dieta ma duże znaczenie. Podczas konstruowania modelu odżywiania, który ma chronić przed osteoporozą, obowiązują ogólne zasady żywienia racjonalnego. Szczególny nacisk kładzie się jednak na spożywanie pokarmów bogatych w wapń i witaminę D; niekoniecznie jednak nabiału, ale raczej wzbogaconego mleka sojowego, kiełków, zielonych warzyw liściastych. Zaleca się ograniczanie tych produktów, które nie służą naszym kościom np. napojów gazowanych.

## Diagnostyka
Badaniem służącym rozpoznaniu osteoporozy jest badanie densytometryczne kośćca, które określa gęstość mineralną kości (BMD, od ang. bone mineral density). Zwykle ocenia się BMD odcinków układu kostnego, które najczęściej ulegają złamaniom w przebiegu osteoporozy – szyjki kości udowej, odcinka lędźwiowego-krzyżowego kręgosłupa oraz dalszego odcinka kości promieniowej (to ostatnie niezalecane). Dane z badania densytometrycznego prezentowane są jako wskaźniki: T-Score (por. do gęstości kości osób młodych) i Z-Score (por. do osób w tym samym wieku).
Zdjęcie RTG pokazuje tylko bardzo zaawansowaną osteoporozę i nie może być podstawą rozpoznania.
Leczenie osteoporozy zwykle rozpoczyna się jeśli T-Score jest równy lub przekracza -2,5 SD lub istnieją inne pozakostne czynniki ryzyka złamań np. skłonność do upadków.
Wykorzystuje się również w diagnostyce badania laboratoryjne poziomów m.in. wapnia, fosforu oraz biopsję kości.
Zaleca się wczesne badanie grubości kości celem podjęcia właściwych działań profilaktycznych, m.in. poprzez właściwą dietę i styl życia.

## Leczenie
Metody lecznicze dzielimy na pobudzanie osteoblastów (tworzenie tkanki kostnej) i hamowanie osteoklastów (hamowanie ubytku kości). Metody te są zwykle kompleksowe i często wymagają korekty. Przed wybraniem odpowiedniej strategii leczenia należy określić parametry metabolizmu tkanki kostnej i typ ubytku kości (przewaga ubytku kości lub zahamowania osteosyntezy).
Leki stosowane w leczeniu osteoporozy to:
- bisfosfoniany:
  - alendronian sodu
  - etydronian disodowy
  - klodronian disodowy
  - kwas ibandronowy
  - kwas zoledronowy
  - pamidronian disodowy
  - ryzedronian sodu
- preparaty wapnia, zalecane spożycie wynosi 1200 mg/dziennie[13]
- preparaty witaminy D – dla osób powyżej 60 lat Międzynarodowa Fundacja Osteoporozy (ang. International Osteoporosis Foundation) zaleca poziom 25OHD w surowicy wynoszący 75 nmol/L (30 ng/ml) osiągnięty przez spożywanie 20 – 25 μg/dzień (800 – 1000 IU/dzień). Do czasu ogłoszenia tych zaleceń w 2010 efektywność wyższych dawek w zapobieganiu upadkom i złamaniom nie została oceniana w badaniach klinicznych. U osób: otyłych, z osteoporozą, o ograniczonej ekspozycji na słońce (obłożnie chorych, kalek), z zaburzeniami wchłaniania oraz u nie-Europejczyków może być koniecznym zwiększenie spożycia do 50 μg/dzień (2 000 IU/dzień). U tych zagrożonych osób Fundacja zaleca pomiar 25OHD w surowicy i powtórzenie pomiaru po 3 miesiącach suplementacji w celu sprawdzenia, czy stężenie witaminy D osiągnęło pożądany poziom.  2,5 μg (100 IU) dodanej witaminy D zwiększy poziom 25OHD w surowicy o około  2,5 nmol/L (1,0 ng/ml)[14].
- fluorki, obecnie rzadko stosowane ze względu na możliwość powstania zaburzeń mikroarchitektury kości
- kalcytonina
- raloksyfen
- ranelinian strontu
- teryparatyd, czyli rhPTH (1–34); rozważa się zastosowanie parathormonu (PTH 1–84) lub innych jego fragmentów. U kobiet po menopauzie z ciężką osteoporozą stosowanie teryparatydu zmniejsza ryzyko wystąpienia złamań kręgów bardziej, niż stosowanie ryzedronianu(inne języki)[15].
- przeciwciała monoklonalne[16]

Badania na grupie 450 pacjentów wykazały, że terapia jądrowym rezonansem magnetycznym (MBST) może zredukować ryzyko złamań u pacjentów z osteoporozą.

## Fizjoterapia
- zapobieganie bólowi: ostrożny masaż, masaż podwodny, fango, elektroterapia, ćwiczenia czynne w odciążeniu[potrzebny przypis]
- budowa siły mięśniowej: ostrożne ćwiczenia oporowe, ćwiczenia izometryczne, ćwiczenia w zamkniętych łańcuchach, pozycja stabilna, kręgosłup najlepiej w pozycji pionowej (zapewnia lepsze przenoszenie obciążeń)[potrzebny przypis]
- postawa i ruchomość w stawach: ćwiczenia mięśni posturalnych, nauka prawidłowej postawy[potrzebny przypis].

## Krytyka
Część badaczy wyraża swoje zaniepokojenie związane z ryzykiem błędnych diagnoz osteoporozy. Naciski ze strony producentów leków na osteoporozę mogły mieć wpływ na zmianę kryteriów diagnostycznych, tymczasem leki te w przypadku osób, u których utrata masy kości jest relatywnie niewielka, mogą przynosić więcej problemów zdrowotnych, niż korzyści.

## Klasyfikacja ICD10
| kod ICD10     | nazwa choroby                                                                                         |
| ------------- | --- |
| ICD-10: M80   | Osteoporoza ze złamaniami patologicznymi                                                              |
| ICD-10: M80.0 | Osteoporoza pomenopauzalna ze złamaniem patologicznym                                                 |
| ICD-10: M80.1 | Osteoporoza po zabiegu usunięcia jajników ze złamaniem patologicznym                                  |
| ICD-10: M80.2 | Osteoporoza w następstwie unieruchomienia ze złamaniem patologicznym                                  |
| ICD-10: M80.3 | Osteoporoza w następstwie pooperacyjnego zespołu upośledzonego wchłaniania ze złamaniem patologicznym |
| ICD-10: M80.4 | Osteoporoza polekowa ze złamaniem patologicznym                                                       |
| ICD-10: M80.5 | Osteoporoza idiopatyczna ze złamaniem patologicznym                                                   |
| ICD-10: M80.8 | Inne postacie osteoporozy ze złamaniem patologicznym                                                  |
| ICD-10: M81   | Osteoporoza bez złamań patologicznych                                                                 |
| ICD-10: M81.0 | Osteoporoza pomenopauzalna                                                                            |
| ICD-10: M81.1 | Osteoporoza po zabiegu usunięcia jajników                                                             |
| ICD-10: M81.2 | Osteoporoza w następstwie unieruchomienia                                                             |
| ICD-10: M81.3 | Osteoporoza w następstwie pooperacyjnego zespołu upośledzonego wchłaniania                            |
| ICD-10: M81.4 | Osteoporoza polekowa                                                                                  |
| ICD-10: M81.5 | Osteoporoza idiopatyczna                                                                              |
| ICD-10: M81.6 | Zrzeszotnienie kości ograniczone (Lequesne’a)                                                         |
| ICD-10: M81.8 | Inne postacie osteoporozy                                                                             |
| ICD-10: M81.9 | Osteoporoza, nieokreślona                                                                             |
| ICD-10: M82   | Osteoporoza w przebiegu chorób sklasyfikowanych gdzie indziej                                         |
| ICD-10: M82.0 | Osteoporoza w przebiegu szpiczaka mnogiego (C90.0)                                                    |
| ICD-10: M82.1 | Osteoporoza w przebiegu chorób endokrynologicznych (E00-E34)                                          |
| ICD-10: M82.8 | Osteoporoza w przebiegu innych chorób sklasyfikowanych gdzie indziej                                  |